# Тьєркгаст
Тьєркгаст (нід. Tjerkgaast) — село в нідерландській провінції Фрисландія. Входить до муніципалітету Фріске-Маррен.
Його площа становить 19,24 км², а населення станом на 2021 рік складало 350 осіб.
Перша згадка про населений пункт датується 1413 роком.

## Галерея

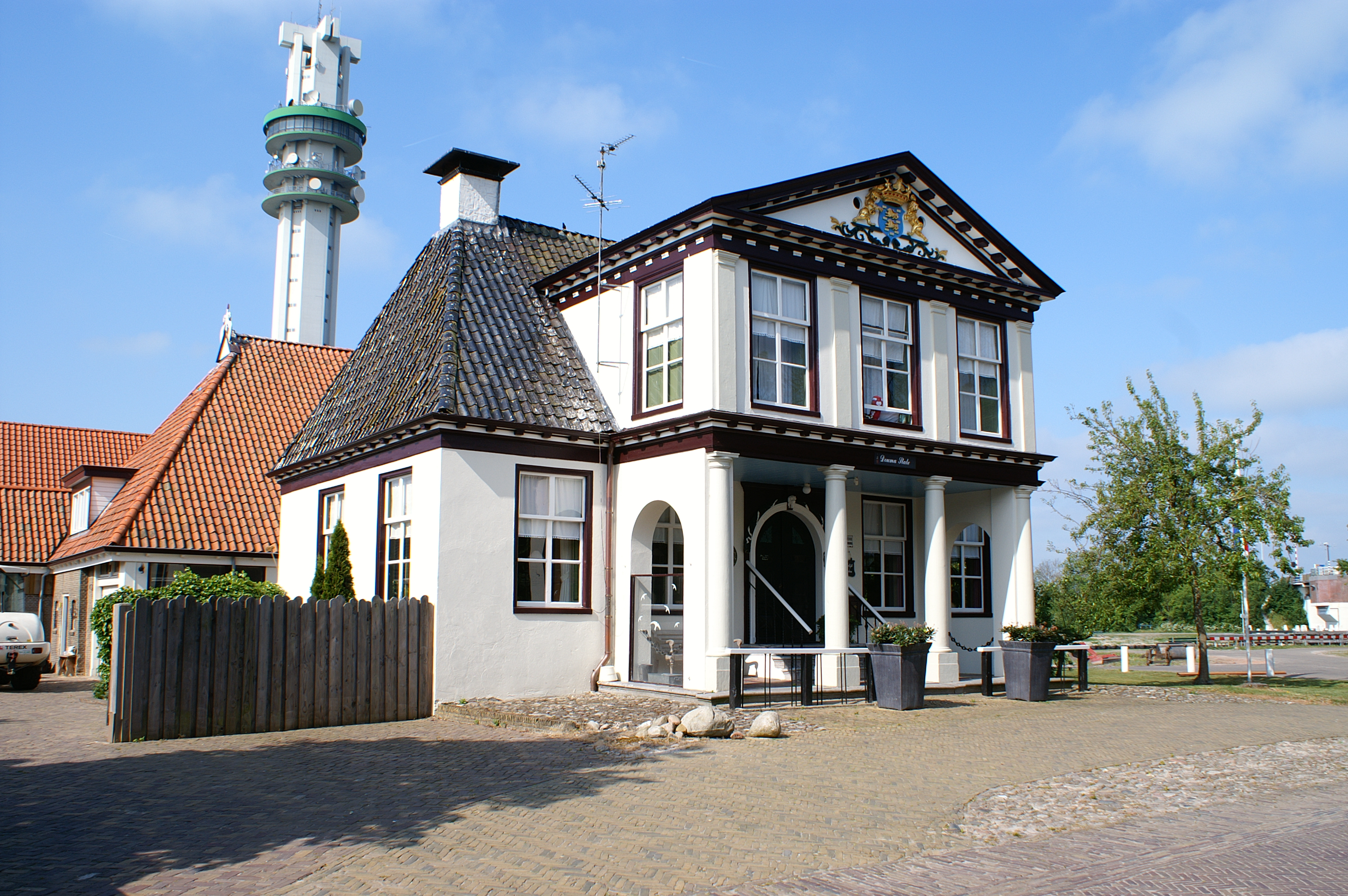
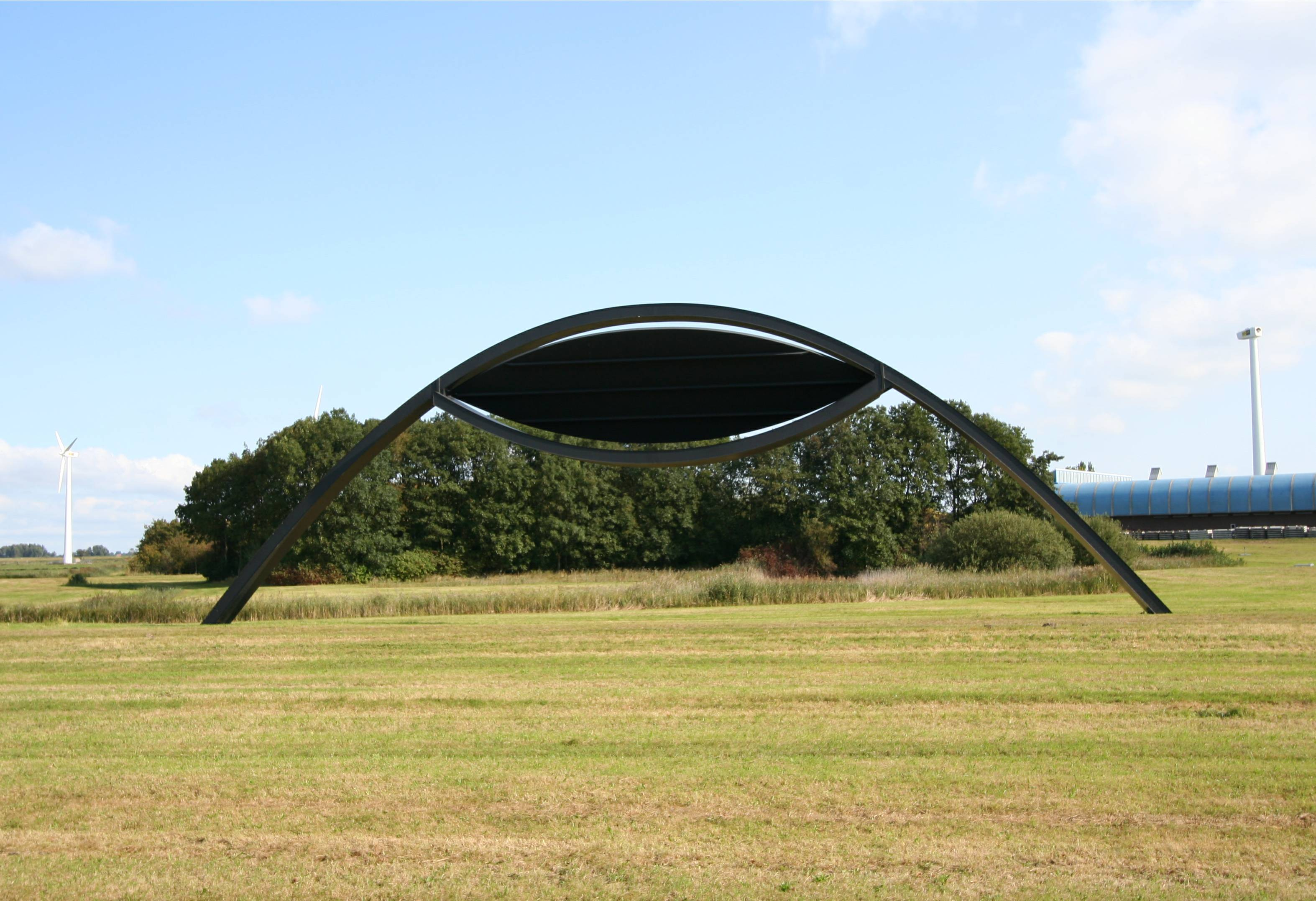
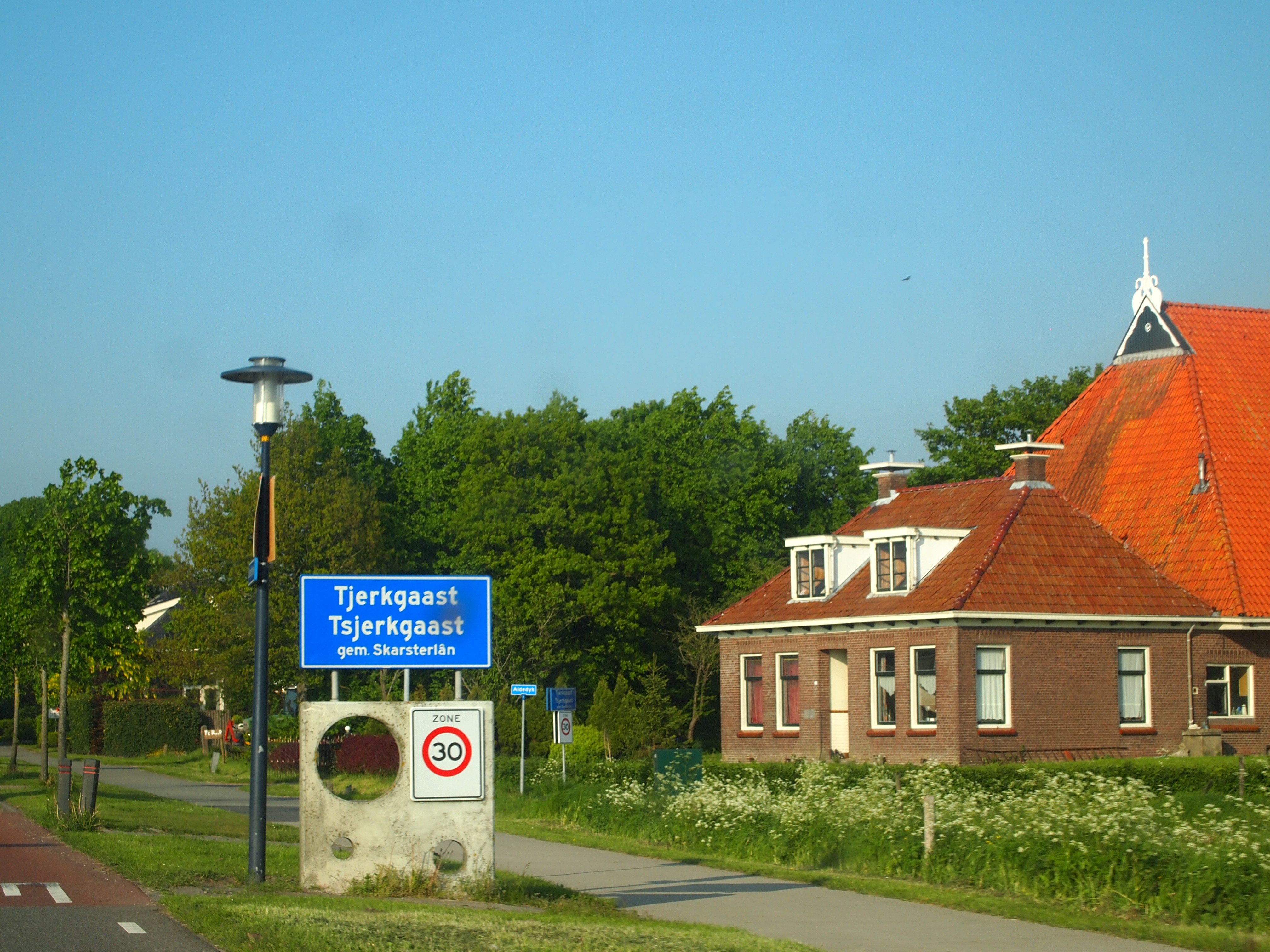
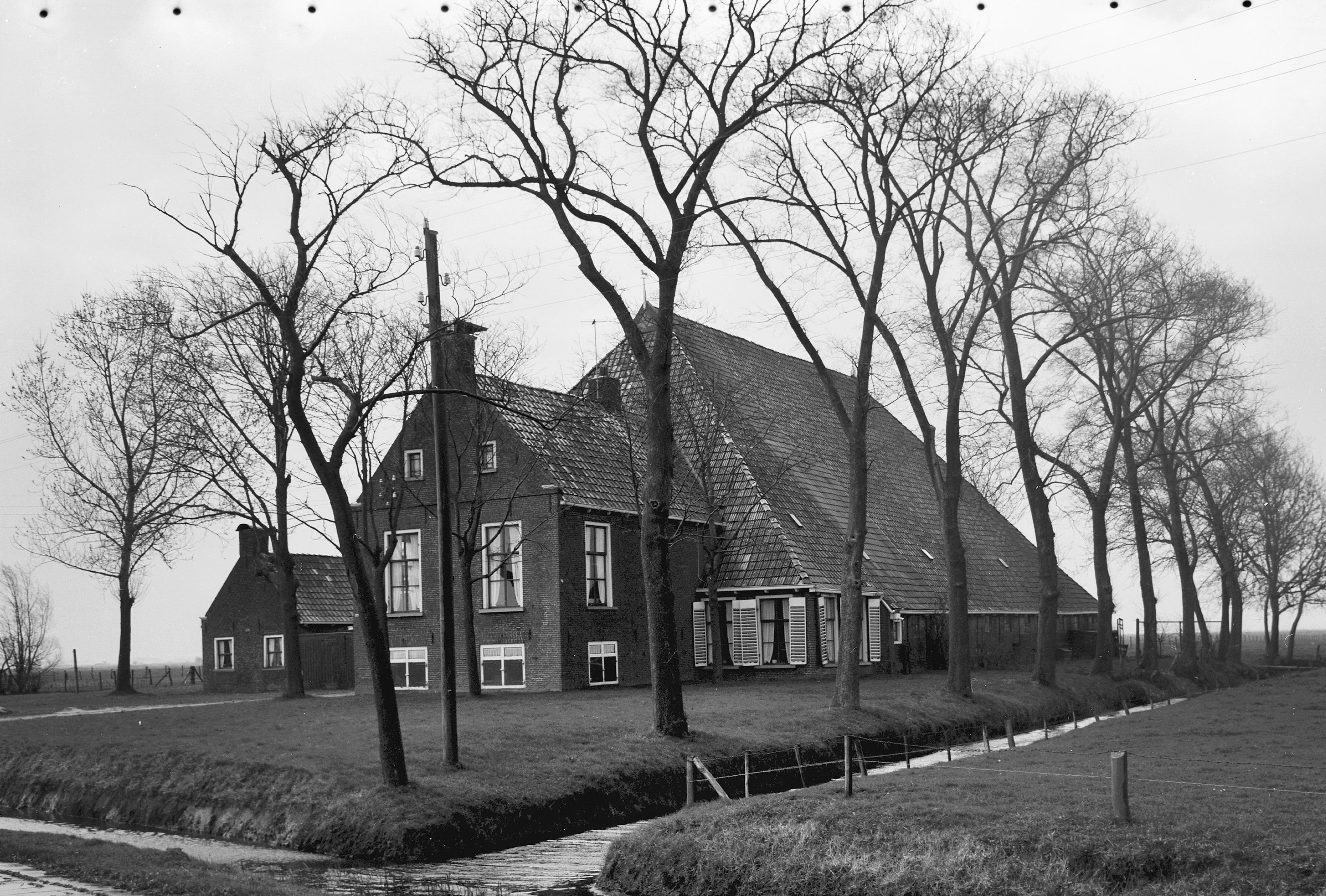